# Фонетика и фонология южнорусинского языка
Фонологический строй южнорусинского языка (южнорусин. Фонетика и фонолоґия руского язика) характеризуется сравнительно небольшим числом фонем. Система вокализма включает при этом 5 гласных, а система консонантизма — 27 согласных. От фонологических систем остальных русинских идиомов южнорусинская отличается рядом особенностей. Система гласных южнорусинского языка выделяется меньшим фонемным составом: в ней отсутствуют характерные для карпаторусинского языка нелабиализованная фонема заднего ряда верхнего подъёма ы (ɯ̽) и нелабиализованная фонема переднего ряда верхнего подъёма и (ɪ): язик яз[і]к «язык», пиц п[і]ц «пить» — в южнорусинском; язык яз[ɯ̞]к, пити п[ɪ]ти — в карпаторусинском. В консонантной системе отмечаются различия в рефлексах давних д’ и т’: в карпаторусинских говорах они представлены палатализованными tʲ (т’) и dʲ (д’), а в южнорусинском — аффрикатами t͡s (ц) и d͡z (дз). По характеристике ударения южнорусинский язык схож с западными карпаторусинскими говорами (с фиксированным парокситоническим ударением) и противопоставлен восточным карпаторусинским говорам (со свободным (разноместным) ударением).
Фонетические различия по южнорусинским говорам в целом являются незначительными. В основном они сводятся к противопоставлению фонетических черт керестурского и коцурского говоров на уровне отдельных лексем типа различий гласных в основе слова «сверлить»: вартац — в керестурском и вертац — в коцурском. Регулярные нелексикализированные противопоставления встречаются редко. В их числе выделяется, например, характерный для керестурского говора переход согласной л > в в словах типа жовти «жёлтый» и его отсутствие в коцурском: жолти.
Фонологический строй южнорусинского языка находится под сравнительно сильным влиянием сербского и хорватского языков. В частности, в ряде говоров, носители которых живут в смешанной языковой среде с носителями сербского и других языков, и повсеместно в речи молодого поколения вместо звонкого глоттального спиранта г (ɦ) всё чаще произносится глухой заднеязычный спирант х: хвозд «гвоздь» вместо гвозд.
Исторические изменения в фонологическом строе говоров, на основе которых сложился южнорусинский язык, протекали как по западнославянскому, так и по восточнославянскому типам. Причём в ряде фонетических явлений отмечаются рефлексы обоих типов.

## Современный фонологический строй

### Гласные
В систему вокализма южнорусинского языка включают 5 гласных фонем (вокали, фонеми): и, е, а, у и о. Гласные различаются по степени подъёма языка — верхнего (високи), среднего (стреднї/штреднї) и нижнего подъёма (нїзки); по ряду — переднего (преднього шора), среднего (стреднього/штреднього шора) и заднего ряда (заднього шора); а также по наличию или отсутствию лабиализации (лабиялизовани, нелабиялизовани) (в таблице гласных в скобках, справа от обозначения в МФА, приведены обозначения кириллицей, используемые в южнорусинских грамматиках):
| подъём  | ряд               | ряд               | ряд         |
| подъём  | передний          | средний           | задний      |
| подъём  | нелабиализованные | нелабиализованные | лабиализов. |
| ------- | ----------------- | ----------------- | ----------- |
| верхний | i (и)             |                   | u (у)       |
| средний | ɛ (е)             |                   | ɔ (о)       |
| нижний  |                   | a (а)             |             |

В отличие от сербского и хорватского языков, которые распространены среди русинов как вторые языки, и в отличие от словацкого языка, говоры которого оказали на язык паннонских русинов значительное влияние, для южнорусинского языка (как и для остальных русинских идиомов) не характерны фонологически значимые различия по долготе — краткости. С большей длительностью (длужина) в южнорусинском произносятся гласные только в том случае, если они находятся под ударением, но длительность при этом не выполняет смыслоразличительной функции. Также в южнорусинском отсутствует редукция гласных, которая характерна, например, для русского языка.
От системы вокализма карпаторусинского языка южнорусинская отличается количеством фонем. В состав гласных южнорусинской системы входит 5 фонем, в то время как в вокалический состав карпаторусинского — 7 фонем. Помимо фонем /i/, /е/, /а/, /у/ и /о/ в карпаторусинском имеются нелабиализованная фонема переднего ряда верхнего подъёма /и/ ([ɪ]) и нелабиализованная фонема заднего ряда верхнего подъёма /ы/ (реализуемая чаще всего, как [ɯ̞], сдвинутая в средний ряд). Как и в системе гласных южнорусинского языка, фонемы /и/ и /ы/ отсутствуют в системе гласных словацкого языка и его восточнословацкого диалекта в частности.
При сравнении вокалических систем славянских языков, опубликованной в «Грамматике» 2002 года, исследователь южнорусинского языка Ю. Рамач отмечает сходство южнорусинской схемы гласных со схемой краткого вокализма сербского и хорватского языков. При этом от схемы вокализма русского языка южнорусинскую отличает отсутствие варианта фонемы /i/ после твёрдых согласных — [ɨ] (обозначаемого на письме знаком ы), который также рассматривают в русской фонологии как самостоятельную фонему. От схемы вокализма украинского языка южнорусинская отличается артикуляцией гласной /а/ как звука (глас) среднего ряда (в украинском под ударением /а/ — гласный заднего ряда) и отсутствием фонемы переднего ряда верхнего подъёма /и/ (свойственной также карпаторусинским диалектам).
Как дифтонги (дифтонґи), по мнению Ю. Рамача, проявляют себя в южнорусинском сочетания гласных с согласными в и й в позиции перед согласным или на конце слова: правда пр[аў]да «правда», ровни р[оў]ни «ровный, плоский», авто [аў]то «автомобиль», канчов канч[оў] «бокал, кружка»; буйни б[уi]ни «буйный»; чайка ч[аi]ка «чайка», гай г[аi] «гай».
Гласные о и е проявляют себя в ряде категорий слов как беглые (випадни вокали), чередуясь с ø: податок «данные, сообщение» — податка, предок — предку, сон — сна, нєсол — нєсла; угел «угол» — угла, рубец — рубцу, пес — пса, конєц —  конца.

### Согласные

#### Состав консонантной системы
В системе консонантизма южнорусинского языка согласные (консонанти) разделяют на сонорные (сонанти) и шумные (шумово консонанти). К первым по способу образования (по способе твореня) относят носовые согласные (носни); дрожащие согласные (трепецаци, вибранти) и аппроксиманты, включающие латеральные (бочни) и скользящие согласные; ко вторым — смычные согласные, включающие взрывные (препречни, експлозивни) и аффрикаты (препречно-ужинково, африкати, зляти); а также фрикативные согласные (ужинково, фрикативни, чухаци). Как сонорные, так и шумные согласные различают, кроме того, по месту их образования (по месце твореня), выделяя среди них губные (ґамбово, лабиялни); переднеязычные (предньоязични, предньоязиково), включающие зубно-альвеолярные (зубно-ясново, зубно-алвеолярни) и альвеолярные (ясново, алвеолярни); дорсальные, включающие палатальные (предньоподнєбни) и заднеязычные (задньоязични, задньоязиково, задньоподнєбни); а также глоттальные согласные (гарлово, струново). В таблице в парах согласных сверху приведены глухие согласные (нєдзвонки), снизу — звонкие (дзвонки), после обозначения согласных в МФА в круглых скобках приведены обозначения согласных кириллицей, в квадратные скобки заключены некоторые из позиционных вариантов (позицийна вариянта) фонем:
| взрывные                  | p (п) b (б) |             | t (т) d (д) | t (т) d (д)    | t (т) d (д)    | c (т’) ɟ (д’) | k (к) g (ґ) |       |
| аффрикаты                 |             |             |             | t͡s (ц) d͡z (дз) | t͡ɕ (ч) d͡ʑ (дж) |               |             |       |
| фрикативные               |             | f (ф) v (в) |             | s (с) z (з)    | ʃ (ш) ʒ (ж)    | ʝ (й)         | x (х)       | ɦ (г) |
| носовые                   | m (м)       |             | n (н)       | n (н)          | n (н)          | ɲ (н’)        | [ŋ] ([ӈ])   |       |
| дрожащие                  |             |             | r (р)       | r (р)          | r (р)          |               |             |       |
| скользящие согласные      | [w] ([ў])   |             |             |                |                | [j] ([i])     |             |       |
| латеральные аппроксиманты |             |             | l (л)       | l (л)          | l (л)          | ʎ (л’)        |             |       |

В южнорусинском языке представлено 27 согласных фонем.

#### Сонорные
Сонорные согласные образуют группу из 7 или 8 фонем: /м/, /н/, /н’/, /р/, /л/, /л’/, /й/. У согласной /в/ отмечаются как сонорные, так и шумовые характеристики. В качестве сонорного варианта согласной в выступает аллофон (алофон) [ў] губно-губного образования (двоґамбово, билабиялни), встречающийся в позиции конца слога и слова, а также в начале слова перед согласным: ла[ў]ка «лавка, скамейка», гла[ў]ка «головка», жо[ў]ти «жёлтый», но[ў]ши «новее, более новый», [ў]рана (на письме — лавка, главка, жовти, новши, врана). В остальных позициях отмечается аллофон [в] — шумный согласный губно-зубного образования (ґамбово-зубни): вельки «большой», нови «новый». Как шумный согласный /в/ представлен в русском, польском и словацком языках, и как сонорный — в сербском и украинском языках. В составе сонорных по способу образования выделяют носовые /м/, /н/, /н’/, дрожащую /р/, латеральные /л/, /л’/, фрикативную /й/ и скользящую согласную /в/. По месту образования сонорные включают в свой состав губные /м/, /в/, зубно-альвеолярные /н/, /л/, альвеолярную /р/ и среднеязычные (палатальные) согласные /н’/ и /л’/.
В позиции перед заднеязычными /к/ и /ґ/ согласная /н/ реализуется как заднеячзычный [ӈ]: овшаӈка (овшанка) «овсяная солома», ґриӈґи (гринги) «закорки, горб». 
Фонема /й/ реализуется в начале слова и между гласными как звонкий согласный [ʝ]: йеден, йесц, твойого, бойа ше. В положении перед гласным и, перед согласным в середине слова, а также в конце слова произносится как полугласный [j] (обозначается в «Грамматике южнорусинского языка» знаком [i]): да[i] дай, з мо[i]ма з моїма, зна[i]це знайце.

#### Шумные
В состав шумных согласных входит 19 или 20 фонем: /б/, /п/, /д/, /т/, /д’/, /т’/, /ґ/, /к/, /з/, /с/, /ж/, /ш/, /г/, /х/, /дж/, /ч/, /дз/, /ц/, /в/, /ф/. По способу образования среди шумных выделяют взрывные /б/, /п/, /д/, /т/, /д’/, /т’/, /ґ/, /к/, аффрикаты /дж/, /ч/, /дз/, /ц/ и фрикативные согласные /в/, /ф/, /з/, /с/, /ж/, /ш/, /г/, /х/. По месту образования шумные группируют в губно-губные /б/, /п/, губно-зубные /в/, /ф/, зубно-альвеолярные /д/, /т/, /дз/, /ц/, /з/, /с/, постальвеолярные /дж/, /ч/, /ж/, /ш/, среднеязычные /д’/, /т’/, заднеязычные /ґ/, /к/, /х/ и глоттальный согласный /г/. Шумные согласные образуют 10 пар согласных по признаку звонкости — глухости: /б/ — /п/, /д/ — /т/, /д’/ — /т’/, /ґ/ — /к/, /з/ — /с/, /ж/ — /ш/, /г/ — /х/, /дж/ — /ч/, /дз/ — /ц/, /в/ — /ф/. Все пары согласных за исключением /г/ — /х/ имеют одинаковое место образования. По признаку палатальности — непалатальности релевантны лишь пары сонорных согласных /л/ — /л’/ и /н/ — /н’/: локец «локоть» — лєс [л’е]с «лес», ноц «ночь» — нєбо [н’е]бо «небо».
На месте исторических палатальных /д’/ и /т’/, которые в южнорусинском подверглись ассибиляции с последующим отвердением, представлены аффрикаты /ц/ и /дз/: д’ет’и > дзеци «дети». В современном языке фонемы /д’/ и /т’/, реализуемые как среднеязычные согласные, встречаются главным образом в заимствованиях: из венгерского — Мадяр «венгр», дєплови «конская упряжь», рондя «тряпка, лоскут», потька «карп, сазан», фатьол «вуаль, фата, покрывало, повязка», из церковнославянского — господь «господь», тїло «тело» (наряду с цело), из сербского — ладя «судно», дюбре «мусор», дутян «магазин, лавка», из восточнославянских — дїло «дело», предїл «местность, край, сторона»; надїя «надежда», потїха «утешение». Отмечаются эти согласные и в единичных исконных словах: дїдо «дед», звитяжиц «нагрешить, навредить, наказать».
Также намного чаще, чем в исконных словах, в заимствованиях встречаются фонемы /ф/ и /ґ/: из венгерского — фойтовац ше «задыхаться», фалат «кусок», фоґаш «вешалка для одежды»; ґаґор «гортань», ґазда «хозяин»; из немецкого — фартух «фартук», фриштик «завтрак»; ґлейта «эмаль»; из латинского — фебруар «февраль». Значительное число заимствований с согласной ґ пришло в южнорусинский из сербского: задруґа «задруга», ґума «резина, шина, покрыщка», зґодни «удобный, пригодный, подходящий». В исконной лексике согласные ф и ґ в основном характерны для звукоподражательных слов: фацнуц «вылить, вывалить» (о густой массе чего-либо), фучац «вздыхать» (выражая недовольство); ґаґац «гоготать» (о гусях), ґревац «ныть, реветь». Согласная ґ встречается также в некоторых исконных южнорусинских словах, в том числе в словах с группой зґ: ґдовец «вдовец», ґузел «узел», дробизґ «домашняя птица».
Губно-губные согласные /б/ и /п/ в позиции перед носовым /м/ и переднеязычные (передньоподнєбни) /д/ и /т/ перед носовыми /н/ и /н’/ произносятся с фаукальным взрывом (фаукални): робме «делаем» (повелительное наклонение 1-го лица множественного числа), топме «топим» (повелительное наклонение 1-го лица множественного числа); однєсц «отнести», платно «полотно».
В отличие от сербского и хорватского языков велярный х в начале группы согласных не переходит в глоттальный [h]: [hл]адан «холодный», у[hв]атити «схватить, поймать» — в сербском, но [хл]адни «холодный», [хв]ациц «схватить, поймать» — в южнорусинском.

#### Артикуляция перед гласными
Перед гласными переднего ряда е и и артикуляция (артикулация) согласных смещается вперёд, перед гласными среднего и заднего ряда у, о, а — назад: дим «дым» — думац «думать», вода «вода»; тераз «сейчас» — тато «папа»; риба «рыба» — рубац «рубить», шицко — шукац, гиря — гусар.

#### Ассимиляция по глухости — звонкости
Для системы согласных южнорусинского языка характерна регрессивная ассимиляция (регресивне виєдначованє, асимилация) по глухости (глухосц) — звонкости (дзвонкосц). 
Звонкие согласные за исключением /в/ оглушаются в позиции перед глухими и в конце слова. Оглушение происходит на стыке морфем — приставки и корня: ро[с]повесц (на письме — розповесц) «разъяснить», о[п]кошиц (обкошиц), пре[т]сидатель (предсидатель); корня и суффикса: загра[т]ка (заградка), дро[п]чиц (дробчиц), ло[ш]ка (ложка), кнї[ш]ка (кнїжка), хла[д]ок «тень» — у хла[т] ку (у хладку), ру[б]ец «шов, рубец, шрам» — ру[п]ца (рубца), сла[т]ки (сладки) «сладкий»; в конце слова перед глухим согласным начала следующего слова: зо[с] хижи (зоз хижи) «из дома», ро[п] свою роботу (роб свою роботу), зро[п] то (зроб то). В ряде слов в начальной позиции перед глухими может оглушаться и звонкая согласная /в/: [ф]чера «вчера», [ф]час «рано, утром», [ф]ше «всегда», [ф]шадзи «везде», [ф]шелїяк «конечно, обязательно, несомненно» (на письме — вчера, вчас, вше, вшадзи, вшелїяк). Помимо этого, оглушение звонких отмечается в конце слова перед паузой: зу[п] (зуб) «зуб», но[ш] (нож) «нож», в том числе оглашаются группы согласных зд, зґ, ждж: гво[ст] (гвозд) «гвоздь», дроби[ск] (дробизґ), ди[ш] (диждж).
Глухие согласные озвончаются в положении перед звонкими и на конце слова. Озвончение происходит на стыке морфем — корня и суффикса -ба: сва[дз]ба (свац-ба) «свадьба» (на письме при этом озвончение отражено: свадзба); перед сонорным м в окончаниях глаголов повелительного наклонения 1-го лица множественного числа: ру[ж]ме (рушме), ку[б]ме (купме), у[дж]ме ше (учме ше), таким же образом вспомогательная форма сме прошедшего времени от глагола буц «быть» произносится и пишется с озвончением как зме: читали зме «мы читали»; в конце слова перед звонкими согласными начала следующего слова: ма[дз] була хора (мац була хора), принє[ж] води (принєш води), яки хло[б] вирос (яки хлоп вирос), повер[г] глави (поверх глави), да[ґ]дзе (да-кде) «где-то» (на письме при этом озвончение отражено: даґдзе). Также озвончение происходит перед гласными следующего слова: бра[д] и шестра (брат и шестра), бул я[г] и други (бул як и други), оце[дз] ище нє пришол (оцец ище нє пришол). Озвончение происходит, кроме того, (и отражается на письме) в заимствованных словах на екс-: еґзекуция, еґземплар, еґзотика. Перед согласной /в/ глухие не озвончаются: [ш]вет «свет» (в значении «мир»), [к]вет «цветок», [т]вой «твой», в том числе перед суффиксом -ва (мархва). Также не озвончаются глухие перед сонорными, в том числе перед суффиксами и окончаниями -мо (писмо), -но (вапно), -ну (змокнуц), -ри (мокри), -ли (шветли), -ми (дзецми «детьми»).
Прогрессивная ассимиляция (прогресивне виєдначованє, асимилация) для южнорусинского консонантизма не характерна. Исключение возможно в единичных случаях, например, в слове штранджок «верëвка». В формах косвенных падежей звонкая дж не оглушается перед глухой к. Наоборот, к озвончается: штранджга, штранджгу.

#### Ассимиляция по мягкости
В южнорусинском языке отмечается так называемая ассимиляция по мягкости (виєдначованє, асимилация по мегкосци) согласных д, т, л, н > д’, т’, л’, н’. Согласные д, т смягчаются при этом перед л’, н’: спа[д’н’]е (спаднє), до[т’л’]а (дотля); л смягчается перед н’: нача[л’н’]ик (началнїк), зо[л’н’]ица (золнїца); н смягчается перед д’, т’: а[н’д’]а (андя) «тётя, золовка, невестка, свояченица, сноха», ко[н’т’]а (контя) «пучок»; н смягчается перед дж, ч, ш: бо[н’дж]а (бонджа), штра[н’дж]ок (штранджок), зако[н’ч]иц (закончиц), ра[н’ш]и (ранши); л смягчается перед ч в словах с суффиксами -чок, -че: сто[л’ч]ок (столчок), реке[л’ч]е (рекельче — смягчение обозначается в этих случаях на письме).

#### Ассимиляция по месту образования
В последовательности зубно-альвеолярных фрикативных согласных с, з и постальвеолярных фрикативных согласных ш, ж происходит уподобление первых вторым: сш > ш: (зоз школи > зо[ш:]коли, барз ше бої  > бар[ш:]е бої), зж > ж: (зоз желєза > зо[ж:]елєза, през желєни поля > пре[ж:]елєни поля). В последовательности зубно-альвеолярных фрикативных согласных с, з и постальвеолярных аффрикат ч, дж происходит образование на месте первых фрикативных согласных ш, ж: сч > шч (счухац > [шч]ухац, счарнїц > [шч]арнїц), здж > ждж (розджубац > ро[ждж]убац, розджамиц > ро[ждж]амиц).
Согласные, следующие друг за другим на стыке слов или морфем, могут сливаться в один согласный: 
- зубно-альвеолярные взрывные т, д и следующие за ними постальвеолярные фрикативные ш, ж образуют постальвеолярные аффрикаты ч, дж: богатши > бога[ч]и, од жалю > о[дж]алю;
- зубно-альвеолярные взрывные т, д и следующие за ними зубно-альвеолярные фрикативные с, з образуют зубно-альвеолярные аффрикаты ц, дз: под стреху > по[ц]треху, плот звалїц > пло[дз]валїц;
- зубно-альвеолярные взрывные т, д и следующие за ними постальвеолярные аффрикаты ч, дж образуют долгие ч:, дж:: брат чита > бра[ч:]ита, когут джубе > когу[дж:]убе;
- зубно-альвеолярные взрывные т, д и следующие за ними зубно-альвеолярные аффрикаты ц, дз образуют долгие ц:, дз:: брат це вола > бра[ц:]е вола, пред дзверми > пре[дз:]верми.

#### Другие изменения в произношении согласных
Сочетание из двух одинаковых согласных произносится как один в следующих случаях:
- (ц и ц) > ц — в формах косвенных падежей слова оцец и производных от него слов: [оца] оцца;
- (з/с и с) > с – в словах с основой на -з-/-с- и с суффиксом ски: француз-ски > францу[с]ки (на письме — французки) «французский», рус-ски > ру[с]ки «русинский»;
- (н и н) > н — в именах прилагательных с основой на -н- и с суффиксом -ни: воєн-ни > воє[н]и; два н в таких словах пишутся в том случае, если возможно появление омонимов: законни.

Также два одинаковых согласных произносятся как один долгий на стыке префикса и основы и на стыке двух слов: од-далїц > о[д:]алїц, под дубом > по[д:]убом.
Упрощения сочетаний из трёх согласных (отражаемые на письме):
- стн > сн: уст-а и -ни > у[сн]и;
- сцн > сн: радосц и -ни > радо[сн]и;
- ждн > жн: нужд-а и -ни > ну[жн]и;
- скн > сн: блїск, -ну- и -ц > блї[сн]уц;
- зґн > зн: бризґ-а, -ну- и -ц > бри[зн]уц.

Упрощëнные группы из трёх и четырёх согласных в заимствованиях последнего времени отображаются на письме: азбестни, компактни, ґанґстер, конструкция, сушедство.

#### Согласные в зиянии
Между двумя соседними гласными в зиянии (гият) в ряде случаев отмечаются вставные согласные й и в:  
- в сочетании гласных ио в середине или на конце заимствованных слов — вставная согласная й (на письме не отражается): радио > ради[й]о, милион > мили[й]он; в формах косвенных падежей заимствованных слов с окончанием на гласную вставная й отражена на письме, например, графемой я в словоформе радия — ради[й]а (форма родительного падежа);
- в сочетаниях ао, ау, ео — вставная согласная в:
  - в формах косвенных падежей слова какао (иногда фиксируется на письме): кака[в]а (форма родительного падежа);
  - в словах павук, павучина с отражением вставной в на письме (изначальные формы — паук, паучина): паук > па[в]ук;
  - в именах Леона и Леонтин (с равноправными способами написания — Леона и Левона,  Леонтин и Левонтин): Леона > Ле[в]она.

### Просодия
Ударение в южнорусинском языке (акцент, наглашка) является фиксированным, относящимся к парокситоническому типу — закреплено за предпоследним слогом в слове или акцентной группе. По типу ударения южнорусинский язык в рамках русинского языкового ареала схож с западными карпаторусинскими говорами и лемковским литературным языком, в частности. Парокситонический тип ударения характерен также для западнославянского польского языка и восточнословацкого диалекта, распространённых по соседству с западными карпаторусинскими говорами (за исключением восточнословацких ужских и сотацких говоров). Противопоставлена южнорусинской акцентной системе система ударения восточных карпаторусинских говоров (включая систему ударения пряшевско-русинского литературного языка), для которой характерно свободное, или разноместное, ударение. Подобная акцентная система присуща также всему остальному восточнославянскому языковому ареалу.
Место ударения в южнорусинском языке остаётся на предпоследнем слоге в любом случае, в том числе, при смещении положения ударной морфемы слова в его словоформах при словоизменении и в его мотивированных словах при словообразовании: ˈоцец — оˈцови — оˈцами, ґиґантски — ґиґантˈского, предсиˈдатель — предсидаˈтеля, орґаниˈзовац — орґанизоˈвани, пречувствиˈтельни — пречувствительˈного.
Перемещение ударения на предпоследний слог в словоформах парадигмы склонения имени существительного тоˈвариш «приятель»:
- И. п.: тоˈвариш «приятель».
- Р. п.: товаˈриша «приятеля».
- Д. п.: товариˈшови «приятелю».
- В. п.: товаˈриша «приятеля».
- Т. п.: з товаˈришом «с приятелем».
- М. п.: о товариˈшови «о приятеле».
- З. п.: товаˈришу «приятель».

В южнорусинском языке ударным может быть односложный предлог или частица отрицания нє. На них перемещается ударение со слов, состоящих из одного слога. Например, ˈдо це, ˈдо нас, ˈу вас, ˈпри нас, ˈзоз сна, ˈнє знал, ˈнє твой, ˈнє мой.
Имеется ряд исключений, в которых не соблюдается правило ударения, фиксированного на предпоследнем слоге:
- ударение ставится на последний слог в заимствованных словах с суффиксом -изм (в формах именительного падежа): ґермаˈнизм, ґлобаˈлизм, афоˈризм, антифаˈшизм, но в родительном падеже — афоˈризма; в случае, если используется (более частотная) форма суффикса -изем, ударение находится на предпоследнем слоге: ґермаˈнизем, ґлобаˈлизем, антифаˈшизем;
- ударение обычно ставится на слог, который был ударным в местоимениях и наречиях до присоединения к ним суффикса -шик, в соответствии с чем ударение может падать как на предпоследний слог от начала слова, так и на другие слоги: чиˈйшик, чиˈйогошик, ˈкедишик, ˈхторишик;
- ударение ставится на последний слог в словосочетаниях перˈши раз и остатˈнї раз, образующих единое фонетическое слово;
- ударение ставится на первый слог в экспрессивной речи: тельо му ˈнаказуєм, вон лєм ˈнє послуха, вон лєм ˈупрекосци;
- ударение ставится на первый слог в модальном слове ˈбаяко;
- ударение ставится на последний слог в экспрессивной речи в формах l-причастий прошедшего времени: поˈшол, пошˈла, пошˈло, пошˈли.

### Морфонология
Слоговыми (слогообразующими) (ношитель складу) являются гласные звуки. Сонорные согласные, в отличие от сербского языка (со слоговой р) и словацкого языка (со слоговыми р и л) слогообразующими не являются. В заимствованиях, оканчивающихся на -изм сочетания шумной и сонорной согласных часто произносятся со вставной гласной е: социялизм > социялизем. Фонологическая структура слога (склад) в южнорусинском включает от одной гласной до сочетания гласного с одним, двумя, тремя или более согласными: о-рац,  на-о-ко-ло, дра-га, чар-ни, пан-ство, ра-досц. Для южнорусинского характерны как открытые слоги (во-да), так и закрытые слоги (на-род, за-мок). Открытые слоги могут состоять только из гласного  (о-рац). Наиболее частотными являются открытые слоги, состоящие из согласного (сонорного) и следующего за ним гласного: лю-дзе, во-да, ро-бо-та. Слог обычно строится по принципу восходящей звучности (закон нарастаюцей дзвонкосци). В открытых  слогах и в предвокальной части закрытых слогов сонорные предшествуют гласной, а шумные — сонорной (при её наличии): слу-пок, слун-ко.
В южнорусинском языке представлены следующие морфонологические чередования (алтернованє, превой, аблаут) гласных фонем:
- /о/ ~ ø (сон «сон» — сна «сна», витор «ветер» — витра «ветра», колок — колка);
- /е/ ~ ø (дзень «день» — дня «дня», ґузел — ґузла, орел — орла);
- /а/ ~ /о/ (прехадзка — преходзиц);
- /е/ ~ /о/ (нєсц — ношиц, везц — вожиц, отверац — отвор);
- /о/ ~ /а/ (гориц — прегаряц, помогнуц — помагац);
- /е/ ~ /а/ (глєдац — оглядац ше, гребац — грабац, шедзиц — садзиц);
- /и/ ~ /а/ (пиц — напавац, буц (из биц) — забава);
- /и/ ~ /о/ (биц — бой, дзвинїц — дзвонїц);
- /и/ ~ /е/ (штири — штернац, швитац — шветло) и другие чередования.

В числе морфонологических чередований согласных фонем отмечают:
- /т/ ~ /ц/ (дзевяти «девятый» — дзевец «девять», крест «крест» — кресциц «крестить», плєту «плетут» — плєцем «плету»);
- /д/ ~ /дз/ (род «род» — родзиц «родить», веду «ведут» — ведзем «веду»);
- /з/ ~ /ж/ (везц «везти» — вежем «везу», резац «резать» — режем «режу», марзнуц «мëрзнуть» — маржнєм «мëрзну»);
- /с/ ~ /ш/ (пасц «пасти» — пашем «пасу», писац «писать» — пишем «пишу», роснуц «расти» — рошнєм «расту», нєсц «нести» — нєшем «несу»);
- /л/ ~ /л’/ (клац «колоть» — колєм «колю», послац «послать» — пошлєм «пошлю»);
- /н/ ~ /н’/ (краднуц «украсть» — краднєм «украду», спаднуц «упасть» — спаднєм «упаду»);
- /ч/ ~ /ж/ (мочи «мочь» — можем «могу»)
- /г/ ~ /ж/ (драга «дорога» — у драже «в дороге», нога — ножка);
- /х/ ~ /ш/ (грих «грех» — гришиц «грешить», страх — страшиц, брехац «лаять, брехать» — брешем «лая, брешу»);
- /к/ ~ /ч/ (рука — ручка, чловек — чловече, мука — мучиц, плакац «плакать» — плачем «плачу», печиц «печь» — пекла «пекла»);
- /к/ ~ /ц/ (Руснак — Руснаци, гудак — гудаци) и другие чередования.

### В диалектах
Различия по говорам на уровне фонетики в южнорусинском языке, как и различия на других языковых уровнях, являются в целом несущественными. В основном они затрагивают разное произношение гласных и согласных в отдельных словах, отмечаемое главным образом в керестурском и коцурском говорах. 
К диалектным различиям в области вокализма относят различия в произношении некоторых гласных в керестурских и коцурских словах. Например, произношению а в керестурских формах градка «грядка, клумба» и вартац «сверлить» противопоставлено произношение е в коцурских формах гредка и вертац. Начальной гласной и в слове ище «ещё» в керестурском противопоставлена начальная е в этом слове в коцурском — ещи. Гласной а в слове парплї «перхоть» и гласной е в слове посцелка «колыбель, детская кроватка» в керестурском соответствуют гласные о и и в тех же словах в коцурском — порплї и посцилка.
В области консонантизма отмечаются такие различия регулярного характера, как переход л > в [ў], характерный для говора Руски-Керестура, в формах типа жовти «жёлтый», жовч «желчь», жовчок «желток», вовк «волк» (в праславянском сочетании редуцированного ь с l — ьl > ov), которому противопоставлено отсутствие такого перехода в коцурском говоре: жолти, жольч, жольчок, и наличие на месте праславянского sr’ в говоре Руски-Керестура сочетания штр (штреднї «средний», штригац «стричь»), которому противостоит сочетание стр в говоре Коцура (стреднї, стригац). Помимо этого в керестурском и коцурском говорах имеются особенности в произношении согласных в некоторых словах. В частности, в основах слов «барабан» и  «барабанить» противопоставляется произношение согласных б и г: бугна, бугновац — в керестурском, бубен, бубновац — в коцурском; в слове «они» противопоставляются по палатальности и его отсутствию согласные н и н’: вони «они» — в керестурском, вонї — в коцурском; в основе слова «кукарекать» противопоставляется произношение согласных к и г: кукурикац — в керестурском, кукуригац — в коцурском; в слове «толстый» отмечается различие в развитии группы tl (в праславянском сочетании редуцированного ъ с l — ъl > lu после t): тлусти — в керестурском, клусти (tl > kl) — в коцурском; в основе слова «палка из камыша, тростника» отмечается выпадение согласной ц в керестурском — тирсовка, и её сохранение в коцурском — тирсцовка.

### Сербское и хорватское влияние
Сербский и хорватский языки оказывают значительное влияние на южнорусинский на всех языковых уровнях. Это влияние, которое проявляется прежде всего в смешанных сербско-русинских общностях и среди русинов младшего поколения, затрагивает также и южнорусинский фонологический строй. 
Под влиянием сербского языка в речи русинов (в основном у младшего поколения) меняется произношение взрывных палатальных согласных д’ и т’. Палатальная д’ при этом приближается к произношению аффрикаты [дж] ([d͡ʑ]) (соответствующей звукам сербского языка, обозначаемым на письме буквой ђ), а т’ — к произношению аффрикаты [ч] ([t͡ɕ]) (соответствующей звукам сербского языка, обозначаемым на письме буквой ћ) в словах типа андя «тётя, золовка, невестка, свояченица, сноха», дїдо «дед», контя «пучок», дутян «магазин»: ан[д’а] >  ан[дж’а], [д’и]до > [дж’и]до; кон[т’а] > кон[ча], ду[т’а]н > ду[ча]н. Глоттальная согласная г в смешанных языковых общностях (в которых русины являются меньшинством среди сербов и других народов) нередко теряет звонкость и произносится почти как глухая велярная /х/: гвариц «сказать» > хвариц, гвозд «гвоздь» > хвозд, гуторел «говорил» > хуторел. Такие фонетические изменения приводит к появлению омонимов в южнорусинском языке, например, андя > анджя «тëтя» и Анђа/Анджя (сербское женское имя); гори > хори «горы» и хори «больной». Не подвержены или намного реже подвержены сербскому влиянию в произношении рассматриваемых согласных жители населённых пунктов с русиноговорящим большинством, а также лица старшего возраста в любых русинских общностях. 
Кроме этого, всё более частотным становится употребление в южнорусинском заднеязычной согласной ґ за счёт пополнения словарного состава заимствованиями. Ранее такие слова заимствовались в основном из венгерского (ґаґор, ґаладзиц, ґереґа) и немецкого (ґлейта, ґнот), позднее и особенно в настоящее время пополнение южнорусинской лексики словами, включающими согласную ґ, происходит из сербского языка: задруґа «задруга», шеґерт, ґранє, ґадни, зґрабиц, сиґурни.

## Историческая фонология
В XII веке в говорах, на основе которых сложился современный южнорусинский язык, отмечались палатальные /д’/ и /т’/, которые затем подверглись ассибиляции и в дальнейшем отвердению, дав современные аффрикаты /ц/ и /дз/: буд’ит’и > будзиц «будить», т’ихи > цихи «тихий». В восточнословацком диалекте пары по палатальности/непалатальности t— ť, d — ď появились в X—XI веках, а ассибиляция ď > dź, ť > ć проходила XIII веке. Взрывной /ґ (g)/ изменился в южнорусинском в согласный глоттального образования /г (ɦ)/. В восточнословацком диалекте переход g > ɣ протекал в XII веке, и затем ɣ > ɦ — в XIII—XIV веках.
Гласные *е и *и в позиции после шипящих ж и ч в ряде слов перешли в о и е (*е > о, *и > у) : жовти/жолти, пчола; жувац, качур. Редуцированные 
гласные (полугласнїки) в говорах, на основе которых сложился южнорусинский язык, были утрачены в XI веке, на месте редуцированных, исчезнувших в слабой позиции, теперь отмечаются беглые гласные: орел — орла (*ь); витор — витра (*ъ).
Первая палатализация (перша палатализация) : переход заднеязычных *к, *ґ, *х после *е, *и и *ь в ч, ж, ш: в формах звательного падежа (чловек — чловече, бог — боже, верх — верши); в формах инфинитива (крок — крочиц; страх — страшиц); в формах имён существительных, образованных суффиксальным способом (рука — ручнїк, драга — дражка, муха — мушка). Вторая палатализация (друга палатализация): переход заднеязычных *к, *ґ, *х после *и (из дифтонга) и *ĕ в ц, дз, с произошëл частично с согласной *к в формах именительного падежа множественного числа (Руснак — Руснаци, гудак — гудаци, буяк — буяци); в словах позднего происхождения данный переход не наблюдается (роботнїк — роботнїки).
Смягчение праславянских согласных *д, *т, *з, *с, *л, *н перед гласными *е, *и, носовым *ę, редуцированным *ь и *ĕ. В дальнейшем, вероятнее всего, в XV веке дз` (из *д), ц` (из *т), з`, с` утратили мягкость: дз, ц, ж, ш (родзиц, косц, желєни, шестра, хлєб, нїзки.   Согласные *д, *т, *з, *с перешли в дз, ц, ж, ш также перед мягкими согласными и перед согласными в позиции перед гласными *е, *и, *ę, *ь, *ĕ (дзвери, жвир, швето). В сочетании *стр- по говорам отмечается как отсутствие перехода с > ш (стредок, стреднї, стригац), так и его результаты (штредок, штреднї, штригац). Кроме этого, *д, *т, *з, *с, *л, *н перешли в дз, ц, ж, ш, л`, н` перед *й в деепричастиях (народзени, вимецени, вивежени, покошени, спалєни, наполнєти), в формах имён существительных среднего рода (лїсце, клаше, желє, цернє), в формах отглагольных имён существительных (варенє, швитанє; жице, шаце). В отличие от восточнославянских и южнославянских языков, в которых *й в сочетании с губными *б, *п, *в, *ф, *м дало л` эпентетическое, в южнорусинском языке, как и в западнославянских, *й либо сохранилось (вирабяц, потрафяц, зарабяц, здравє), либо утратилось без появления л` (направени, опремени, потопени, наздраве). На месте *дй отмечается дз (цудзи, медзи) или, реже, дж (меджа). На месте *тй отмечается ц (плюца, плєцо).

## Изучение
Фонологическая система современного южнорусинского языка описана в Грамматике Ю. Рамача 2006 года. Исторические изменения в фонологии описываются в статьях М. Фейсы, В. Чарского, А. Дуличенко.